# Stewart Shapiro
Stewart D. Shapiro. Catedrático de Filosofía en la Universidad Estatal de Ohio y profesor visitante regular en la Universidad de Saint Andrews en Escocia. Figura contemporánea importante de la filosofía de las matemáticas en la cual defiende una versión del "estructuralismo". Estudió Matemáticas y Filosofía en la Universidad de Case Western Reserve. Posteriormente, obtuvo su M.A. en Matemáticas con Distinción en la Universidad de Nueva York en Buffalo en 1975. Tres años después obtuvo su Ph.D. en el mismo lugar. En estos años, junto con John Corcoran -su director de tesis, empezó su fascinación por la lógica de segundo orden. Hoy en día, ha sido condecorado como O'Donnell Professor of Philosophy.

## Publicaciones

### Libros
- Foundations without Foundationalism: A Case for Second-Order Logic. Oxford University Press, 1991.
- Philosophy of Mathematics: Structure and Ontology. Oxford University Press, 2000.

Un excelente estudio crítico de esta publicación ha sido realizada por Øystein Linnebo (Universidad de Bristol-RU): Critical Study of Stewart Shapiro, Philosophy of Mathematics: Structure and Ontology Archivado el 24 de agosto de 2007 en Wayback Machine. Philosophia Mathematica, 11:1 (2003), 92-104.
- Thinking about Mathematics: The Philosophy of Mathematics. Oxford University Press, 2000.
- Vagueness in Context. Oxford University Press, 2006.

### Ediciones
- The limits of logic: Second-order logic and the Skolem paradox, The International Research Library of Philosophy, Dartmouth Publishing Company, 1996.

Esta es una antología que reúne muchas de las más importantes contribuciones tardías en torno a la Paradoja de Skolem. Los colaboradores son: Gregory H. Moore, Leslie H. Tharp, Alfred Tarski, George Boolos, Steven J. Wagner, Peter Simons, Virginia Klenk, Michael Resnik, Thomas Weston, Alexander George, Paul Benacerraf, Crispin Wright, Nino B. Cocchiarella y Peter Clark.
- Intensional Mathematics, Studies in Logic and the Foundations of Mathematics 113, Ámsterdam, North Holland Publishing Company, 1985.

Los colaboradores son: S. Shapiro, J. Myhill, N. D. Goodman, A. Scedrov, V. Lifschitz, R. Flagg, R. Smullyan.
- Edición especial dedicada enteramente al estructuralismo publicado en Philosophia Mathematica (1997) 4(2).

Los colaboradores incluyen a los más influyentes especialistas en el tema, tales como: Paul Benacerraf, Geoffrey Hellman, Bob Hale, Charles Parsons, Michael Resnik y Stewart Shapiro.
- The Oxford Handdbook of Philosophy of Mathematics and Logic. Oxford University Press, 2005.

Este publicación representa un hito dentro de las mejores contribuciones a la filosofía de la matemática y la lógica. Las diferentes colaboraciones fueron escritas por los más influyentes filósofos dentro de su campo de investigación. Los colaboradores son: John P. Burgess, Charles Chiara, Peter J. Clak, Roy Cook, William Demopoulos, Michael Defletsen, Solomon Feferman, Geoffrey Hellman, Ignacio Jané, Fraser MacBride, Penelope Maddy, D. C. McCarty, Dag Prawitz, Agustín Rayo, Michael Resnik, Gideon Rosen, Lisa Shabel, Stewart Shapiro, John Skorupski, Neil Tennant, Alan Weir y Crispin Wright.

### Artículos
- On the notion of effectiveness, History and Philosophy of Logic 1 (1980), pp. 209--230
- Conservativeness and incompleteness, Journal of Philosophy 80 (1983), pp. 521--531
- Mathematics and reality, Philosophy of Science 50 (1983), pp. 523--548
- Remarks on the development of computability, History and Philosophy of Logic 4 (1983), pp. 203--220
- Review of Field, Philosophia 14 (1984), pp. 437--444
- Epistemic and intuitionistic arithmetic, en Intensional Mathematics (ed., S. Shapiro), pp. 11--46 (1985)
- Second-order languages and mathematical practice, Journal of Symbolic Logic 50 (1985), pp. 714--742
- Principles of reflection and second-order logic, Journal of Philosophical Logic 16 (1987), pp. 309--333
- Logic, ontology and mathematical practice, Synthese 79 (1989), pp. 13--50
- Modality and ontology, Mind 102 (1993), pp. 455--481
- Understanding Church’s thesis, again, Acta Analytica 11 (1993), pp. 59--77
- Skolem Paradox, en Oxford Companion To Philosophy (ed., Honderich), pp. 827 (1995)
- Space, Number, and Structure: A Tale of Two Debates, Philosophia Mathematica 4 (1996), pp. 148--173
- Intuitionism, pluralism, and cognitive command, Journal of Philosophy (1996), pp. 74-88
- Proof and Truth: Through Thick and Thin, Journal of Philosophy 95 (1998), pp. 493--521
- Induction and indefinite extensibility: the Godel sentence is true, but did someone change the subject, Mind 107 (1998), pp. 597--624
- Logical Consequence: Models and Modality, en Philosophy of Mathematics Today (ed, M. Schirn), pp. 131-156 (1998)
- Do not claim too much: second-order and first-order logic, Philosophia Mathematica 7 (1999), pp. 42--64
- New V, ZF and abstraction, Philosophia Mathematica 7 (1999), pp. 293--321
- Frege meets Dedekind: A neo-logicist treatment of real analysis, Notre Dame Journal of Formal Logic 41 (2000), pp. 335-364
- The Status of Logic, en New Essays On The A Priori (ed., Boghossian), pp. 333-366 (2000)
- ‘Neo-logicist’ logic is not epistemically innocent, Philosophia Mathematica 8 (2000), pp. 160--189
- Classical Logic II: Higher-Order Logic, en Philosophical Logic (ed., Globe), pp. 33--54 (2001)
- The `Triumph’ of First-Order Languages, en Logic, Meaning and Computation: Essays in Memory of Alonzo Church (ed., C. A. Anderson y M. Zelëni), (2001)
- Why anti-realists and classical mathematicians cannot get along, Topoi 20 (2001), pp. 53-63
- The Guru, the Logician, and the Deflationist: Truth and Logical Consequence, Noûs 37 (2003), pp. 113--132
- Prolegomenon to any future neo-logicist set theory: Abstraction and indefinite extensibility, British Journal for the Philosophy of Science 54 (2003), pp. 59-91
- Categories, Structures, and the Frege-Hilbert Controversy: The Status of Meta-Mathematics, Philosophia Mathematica 13 (2005), pp. 61--77
- Higher-Order Logic, en Oxford Handbook of Phil Math and Logic (ed., S. Shapiro), pp. 751--780 (2005)